# فهرست کشورهای کمونیستی

کشورهای کمونیستی کنونی
کشورهای کمونیستی سابق

در زیر فهرستی از کشورهای کمونیستی آمده است.

## کشورهای کمونیستی کنونی

نقشه‌ای از کشورهای کمونیستی کنونی

کشورهای زیر، دولت‌هایی تک‌حزبی هستند که در آنها نهادهای حزب کمونیست حاکم و دولت در هم تنیده شده‌اند و طرفدار مارکسیسم–لنینیسم می‌باشند. این کشورها در فهرست زیر همراه با سال تأسیس و احزاب حاکم مربوط به آنها ذکر شده‌اند.
| کشور   | نام محلی                                                                                   | بنیان‌گذاری                                                                               | حزب حاکم             | ایدئولوژی                |
| ------ | ------------------------------------------------------------------------------------------ | ---------------------------------------------------------------------------------------- | -------------------- | ------------------------ |
| چین    | چینی: 中华人民共和国 پین‌یین: Zhōnghuá Rénmín Gònghéguó                                     | ۱ اکتبر ۱۹۴۹                                                                             | حزب کمونیست چین      | سوسیالیسم با مشخصات چینی |
| کوبا   | اسپانیایی: República de Cuba‎                                                               | ۱ ژانویه ۱۹۵۹ ۲۴ فوریه ۱۹۷۶ (قانون اساسی کمونیستی تصویب شد)                              | حزب کمونیست کوبا     |                          |
| لائوس  | لائو: ສາທາລະນະລັດ ປະຊາທິປະໄຕ ປະຊາຊົນລາວ لائوسی رومی‌شده: Sathalanalat Paxathipatai Paxaxon Lao | ۲ دسامبر ۱۹۷۵                                                                            | حزب انقلابی خلق لائو | اندیشه کایسون فوم‌ویهان   |
| ویتنام | ویتنامی: Cộng hòa xã hội chủ nghĩa Việt Nam                                                | ۲ سپتامبر ۱۹۴۵ (ویتنام شمالی) ۳۰ آوریل ۱۹۷۵ (ویتنام جنوبی) ۲ ژوئیه ۱۹۷۶ (ویتنام یکپارچه) | حزب کمونیست ویتنام   | اندیشه هو شی مین         |

اگرچه کره شمالی به عنوان یک دولت مارکسیست–لنینیست تأسیس شد، اما شروع به دور شدن از مارکسیسم–لنینیسم ارتدوکس کرد و ایدئولوژی جوچه در سال ۱۹۹۲ به جای تمام ارجاعات به مارکسیسم–لنینیسم در قانون اساسی کره شمالی قرار گرفت. در سال ۲۰۰۹، قانون اساسی، بی سر و صدا اصلاح شد به طوری که نه تنها تمام ارجاعات مارکسیستی–لنینیستی موجود در پیش‌نویس اول را حذف کرد، بلکه تمام ارجاعات به کمونیسم را نیز حذف کرد. مارکسیسم–لنینیسم، بلافاصله پس از شروع استالین‌زدایی در اتحاد جماهیر شوروی، کنار گذاشته شد و حداقل از سال ۱۹۷۴ به‌طور کامل، جوچه جایگزین آن شده است. ایدئولوژی رسمی دولت اکنون بخش جوچه سیاست کیم‌ایل سونگیسم–کیم‌جونگ‌ایلیسم کیم ایل سونگ در مقابل مارکسیسم–لنینیسم ارتدوکس است. حزب حاکم کارگر کره هدف خود را نسبت به کمونیسم در سال ۲۰۲۱ احیا کرد.
| کشور      | نام محلی                                                                       | بنیان‌گذاری     | حزب حاکم        | ایدئولوژی                     |
| --------- | ------------------------------------------------------------------------------ | -------------- | --------------- | ----------------------------- |
| کره شمالی | کره‌ای: 조선민주주의인민공화국 مک‌کیون–ریشاور: Chosŏn Minjujuŭi Inmin Konghwaguk | ۹ سپتامبر ۱۹۴۸ | حزب کارگران کره | کیم‌ایل‌سونگیسم – کیم‌جونگ‌ایلیسم |

## کشورهای چندحزبی با احزاب کمونیستی حاکم
کشورهایی چندحزبی وجود دارد که احزاب کمونیستی، رهبری دولت را بر عهده دارند. این گونه دولت‌ها، دولت‌های کمونیستی محسوب نمی‌شوند، زیرا خود کشورها به احزاب متعدد اجازه فعالیت می‌دهند و نقشی در قانون اساسی برای احزاب کمونیستی، قائل نیستند. نپال، قبلاً توسط حزب کمونیست نپال (مارکسیست متحد)، حزب کمونیست نپال (مارکسیست–لنینیست متحد) و حزب کمونیست واحد نپال (مائوئیست) بین سال‌های ۱۹۹۴ تا ۱۹۹۸ و سپس دوباره بین سال‌های ۲۰۰۸ و ۲۰۱۸ اداره می‌شد. کشورهای دیگری که قبلاً توسط یک یا چند حزب کمونیست اداره می‌شدند شامل سان مارینو (۱۹۴۵–۱۹۷۷ و ۱۹۷۸–۱۹۹۰)، نیکاراگوئه (۱۹۹۰–۱۹۸۴)، مولداوی (۲۰۰۱–۲۰۰۹)، قبرس (۲۰۰۸–۲۰۱۳) و گویان (۱۹۹۲–۲۰۱۵) هستند.
ونزوئلا، در حال حاضر توسط نیکلاس مادورو اداره می‌شود که از سال ۲۰۱۳ رئیس‌جمهور بوده است (مورد اختلاف از ۲۰۱۹). مادورو، رهبر حزب متحد سوسیالیست ونزوئلا است که چپ افراطی و مارکسیست محسوب می‌شود.
در طول حکومت حزب سوسیالیست پروی آزاد بر کشور پرو، بسیاری از ناظران بین‌المللی این حزب را تا حدودی مارکسیست یا حتی مارکسیست–لنینیست توصیف کردند.

## کشورهای کمونیستی سابق

پرچم اتحاد جماهیر شوروی

- جمهوری دموکراتیک افغانستان
- یمن جنوبی
- آلمان شرقی
- کمپوچیای دمکراتیک
- اتحاد جماهیر شوروی
- جمهوری خلق مغولستان
- جمهوری خلق لهستان
- جمهوری خلق مجارستان
- جمهوری خلق بلغارستان
- جمهوری سوسیالیستی چکسلواکی
- جمهوری سوسیالیستی رومانی
- جمهوری سوسیالیستی خلق آلبانی
- جمهوری فدرال سوسیالیستی یوگسلاوی
- جمهوری دموکراتیک سومالی
- جمهوری دموکراتیک خلق اتیوپی
- جمهوری خلق بنین
- جمهوری خلق موزامبیک
- جمهوری خلق آنگولا
- جمهوری خلق کنگو (۱۹۹۲–۱۹۶۹)
- جمهوری دموکراتیک ماداگاسکار